# Каоко
Каоко, Каокофелд (на английски: Kaokoveld) е плато в Южна Африка, заемащо северозападната част на Намибия. Простира се на 450 km между реките Кунене на север и Угаб на юг. На запад стръмно се спуска към Брега на скелетите на пустинята Намиб, а на изток полегато се понижава към равнините на Калахари (големия солончак Етоша). Надморската му височина варира от 1300 до 1800 m. Изградено е от протерозойски и долнопалеозойски седиментни скали, които на юг са препокрити от вулканични лави от системата „Кару“. Преобладават силно разчленените плосковърхи масиви. Климатът е тропичен, полупустинен. На платото доминират ксерофитните треви, а в сухите долини – храсталаците. Установени са големи находища на злато и желязна руда, които все още не се експлоатират.